# Can Borràs (Sant Hilari Sacalm)
Can Borràs és una casa eclèctica de Sant Hilari Sacalm (Selva) inclosa a l'Inventari del Patrimoni Arquitectònic de Catalunya.

## Descripció
Edifici entre mitgeres, situat al nucli urbà de Sant Hilari Sacalm, al carrer Vic número 29.
L'edifici, de planta baixa, dos pisos i golfes, està cobert per una teulada a doble vessant desaiguada a les façanes principal i posterior, amb el ràfec força pronunciat, amb encavallades de fusta i decorat amb esgrafiats.
A la façana principal, a la planta baixa, hi ha la porta d'entrada en arc de llinda, al costat dret de la qual hi ha una porta d'entrada en arc de mig punt, i al costat esquerre una finestra també en arc de mig punt. Al primer i segon pis, hi ha tres obertures en arc de llinda, emmarcats per un trencaaigües i per unes decoracions florals en esgrafiats. Les obertures del primer pis donen a unes gran balconades, i les del segon pis a tres balcons independents, el central dels quals té la llosana més gran que els dos laterals, de manera que és més voladís. Les llosanes dels balcons són de pedra i les baranes de ferro forjat. A les golfes hi ha una galeria de cinc arcs de mig punt, voltejats de decoracions florals en esgrafiat. Hi ha un sòcol a la façana, i un encoixinat a la planta baixa. Els dos pisos i les golfes, tenen les parets arrebossades, pintades i decorades amb esgrafiats.
A la part posterior de la casa, que dona al carrer Sant Benet, hi ha un pati. La part posterior de la casa va ser edificada el 1936.

## Història
La casa data del 1889 però la part posterior respon a una ampliació de l'any 1936.